# Campeonato Brasileiro Série A 2003
In 2003 werd de 47ste editie van de Campeonato Brasileiro Série A gespeeld, de hoogste voetbalklasse van Brazilië. De competitie werd gespeeld van 29 maart tot 14 december. Cruzeiro werd kampioen.
Voor de eerste keer werd een competitie ingevoerd waarbij alle teams twee keer tegen elkaar speelden en de kampioen de club was met de meest behaalde punten. De knock-out rondes die het Braziliaans kampioenschap tot dan toe hadden gekenmerkt, verdwenen.
Voor de clubs en het publiek was dit nieuwe systeem even wennen. De belangrijkste kritiek was dat er minder spanning was. Doordat het Cruzeiro van Vanderlei Luxemburgo een oppermachtig seizoen beleefde, was de kampioen al vier wedstrijden voor het einde bekend. De club eindigde met 100 punten uit 46 wedstrijden; dertien meer dan de nummer twee Santos.

## Competitieopzet
Aan de competitie namen 24 clubs deel. Zij speelden in één grote groep en speelden een uit- en thuiswedstrijd tegen elk ander team in de competitie. De club met de meeste punten na 46 speelrondes, werd kampioen. De nummers één tot en met vier kwalificeerden zich voor de Copa Libertadores van 2004. Omdat kampioen Cruzeiro zich al had gekwalificeerd met de winst van de Copa do Brasil, kreeg ook de nummer 5 een plaats in de Copa Libertadores toegewezen. Acht ploegen kwalificeerden zich bovendien voor de Copa Sul-Americana. De laatste twee ploegen degradeerden naar de Série B. Bij een gelijk aantal behaalde punten werd naar de volgende feiten gekeken:
- 1º - Aantal behaalde overwinningen
- 2º - Doelsaldo
- 3º - Gescoorde doelpunten
- 4º - Onderling resultaat (als het om maximaal twee ploegen gaat)
- 5º - Loting

## Eindstand
| Plaats | Club                | Wed. | W  | G  | V  | Saldo  | Ptn. |
| ------ | ------------------- | ---- | -- | -- | -- | ------ | ---- |
| 1.     | Cruzeiro            | 46   | 31 | 7  | 8  | 102:47 | 100  |
| 2.     | Santos              | 46   | 25 | 12 | 9  | 93:60  | 87   |
| 3.     | São Paulo FC        | 46   | 22 | 12 | 12 | 81:67  | 78   |
| 4.     | São Caetano         | 46   | 19 | 14 | 13 | 53:37  | 74   |
| 5.     | Coritiba            | 46   | 21 | 10 | 15 | 67:58  | 73   |
| 6.     | Internacional       | 46   | 20 | 10 | 16 | 59:57  | 72   |
| 7.     | Atlético Mineiro    | 46   | 19 | 15 | 12 | 76:62  | 72   |
| 8.     | Flamengo            | 46   | 18 | 12 | 16 | 66:73  | 66   |
| 9.     | Goiás               | 46   | 18 | 11 | 17 | 78:63  | 65   |
| 10.    | Paraná              | 46   | 18 | 11 | 17 | 85:75  | 65   |
| 11.    | Figueirense         | 46   | 17 | 14 | 15 | 62:54  | 65   |
| 12.    | Atlético Paranaense | 46   | 17 | 10 | 19 | 67:72  | 61   |
| 13.    | Guarani             | 46   | 17 | 10 | 19 | 64:72  | 61   |
| 14.    | Criciúma            | 46   | 17 | 9  | 20 | 57:69  | 60   |
| 15.    | SC Corinthians      | 46   | 15 | 12 | 19 | 61:63  | 59   |
| 16.    | Vitória             | 46   | 15 | 11 | 20 | 50:64  | 56   |
| 17.    | Vasco da Gama       | 46   | 13 | 15 | 18 | 57:69  | 54   |
| 18.    | Juventude           | 46   | 12 | 14 | 20 | 55:70  | 53   |
| 19.    | Fluminense          | 46   | 13 | 11 | 22 | 52:77  | 52   |
| 20.    | Grêmio              | 46   | 13 | 11 | 22 | 54:68  | 50   |
| 21.    | Ponte Preta         | 46   | 11 | 18 | 17 | 63:73  | 50   |
| 22.    | Paysandu            | 46   | 15 | 12 | 19 | 74:77  | 49   |
| 23.    | Fortaleza           | 46   | 12 | 13 | 21 | 58:74  | 49   |
| 24.    | Bahia               | 46   | 12 | 10 | 24 | 59:92  | 46   |

|  | Landskampioen en gekwalificeerd voor groepsfase Copa Libertadores 2004 |
|  | Gekwalificeerd voor groepsfase Copa Libertadores 2004                  |
|  | Gekwalificeerd voor Copa Sudamericana 2004                             |
|  | Degradatie naar Série B                                                |

1. ↑  Cruzeiro, São Paulo, Flamengo en Grêmio hebben zich automatisch gekwalificeerd voor de Copa Sul-Americana door hun plaats op de ranking van de CONMEBOL.
2. 1 2 3 4 5  Paysandu heeft twee niet geregistreerde spelers opgesteld in de speelrondes 26, 28, 30 en 31. Corinthians, Ponte Preta, São Caetano en Fluminense kregen de winst toegewezen.
3. 1 2 3  Ponte Preta heeft in de eerste en tweede speelronde een niet geregistreerde speler opgesteld in wedstrijden tegen Internacional en Juventude. Internacional en Juventude hebben de winst toegekend gekregen.

### Kampioen
| Campeonato Brasileiro Série A 2003 |
| Minas Gerais                       |
| ---------------------------------- |
| CRUZEIRO Kampioen (2° titel)       |